# Charles Thibaut de Maisières
Charles Marie Henri Thibaut de Maisières (Lustin, 20 juli 1944) is een Belgisch voormalig militair.

## Levensloop
Charles Thibaut de Maisières is een telg uit het geslacht Thibaut de Maisières. Hij is een zoon van René Thibaut de Maisières (1912-2008) en Claire de Grady de Horion (1920-1996). Hij trouwde in 1968 in Ukkel met jkvr. Marie-Isabelle Carton de Tournai (1948), kleindochter van premier Joseph Pholien.
Hij studeerde aan de Hogere Zeevaartschool in Den Helder, Nederland, de Koninklijke Militaire School in Brussel, de École supérieure de guerre navale in Parijs, Frankrijk en het NATO Defense College in Rome, Italië.
Thibaut de Maisières werd in 1965 als officier aangesteld en nam deel aan verschillende operaties, waaronder het ruimen van de nog in de Oostzee aanwezige mijnen uit de Tweede Wereldoorlog. Hij klom op tot de rang van divisieadmiraal en was directeur Operaties van de Marine, stafchef van de Chef Defensie, vlootcommandant en plaatsvervangend admiraal Benelux en militair vertegenwoordiger bij de West-Europese Unie en de Europese Unie. Hij was bovendien ordonnansofficier en vleugeladjudant van koning Boudewijn van 1978 tot 1993 en koning Albert II van 1993 tot 2000.
Verder was hij lid van de raad van bestuur van de denktank Institut Thomas More.